# Автошлях Т 0910
Автошлях Т 0910 — колишній автомобільний шлях територіального значення в Івано-Франківській області. Проходив територією Івано-Франківського та Калуського районів. Загальна довжина — 32,9 км.
Дорога з'єднує міста Бурштин та Калуш. На 2019 рік автошлях перебував у жахливому стані, через що жителі сіл, розташованих вздовж нього влаштовували протести. Зокрема у 2017 році дорогу чотири рази перекривали жителі села Сівка-Войнилівська. У 2020 році більшу частину автошляху було відремонтовано а також збудовано та введено в експлуатацію автомобільний міст через Дністер між селами Сівка-Войнилівська та Старий Мартинів.
За Постановою Кабінету Міністрів України № 1242 від 17 листопада 2021 шлях був об'єднаний із шляхами Т 1419, Т 1425 в Р84.